# ريبيكا شوغر
ريبيكا ريا شوغر (بالإنجليزية: Rebecca Sugar)‏ هي رسامة رسوم متحركة وملحنة ومخرجة أمريكية.

## فيلموغرافيا

### تلفاز
| السنة           | العنوان      | الدور                                                                      |
| --------------- | ------------ | -------------------------------------------------------------------------- |
| 2009–2012, 2015 | وقت المغامرة | كاتبة، فنانة لوحة القصة، كاتبة أغان، تحريفية لوحة القصة، صوت والدة مارسلين |
| 2012–حتى الآن   | ستيفن البطل  | مؤلفة، منتجة تنفيذية، كاتبة، فنانة لوحة القصة، كاتبة أغان                  |

## وصلات خارجية
- ريبيكا شوغر على تمبلر
- ريبيكا شوغر على موقع IMDb (الإنجليزية)
- ريبيكا شوغر على موقع ميتاكريتيك (الإنجليزية)
- ريبيكا شوغر على موقع روتن توميتوز (الإنجليزية)
- ريبيكا شوغر على موقع قاعدة بيانات الأفلام العربية
- ريبيكا شوغر على موقع ألو سيني (الفرنسية)
- ريبيكا شوغر على موقع ميوزك برينز (الإنجليزية)
- ريبيكا شوغر على موقع تيرنر كلاسيك موفيز (الإنجليزية)
- ريبيكا شوغر على موقع أول ميوزيك (الإنجليزية)
- ريبيكا شوغر على موقع ديسكوغز (الإنجليزية)
- ريبيكا شوغر على موقع قاعدة بيانات الفيلم (الإنجليزية)
- قناة ريبيكا شوغر  على يوتيوب
- rebeccasugar على تويتر.